# 오쿠노시마섬

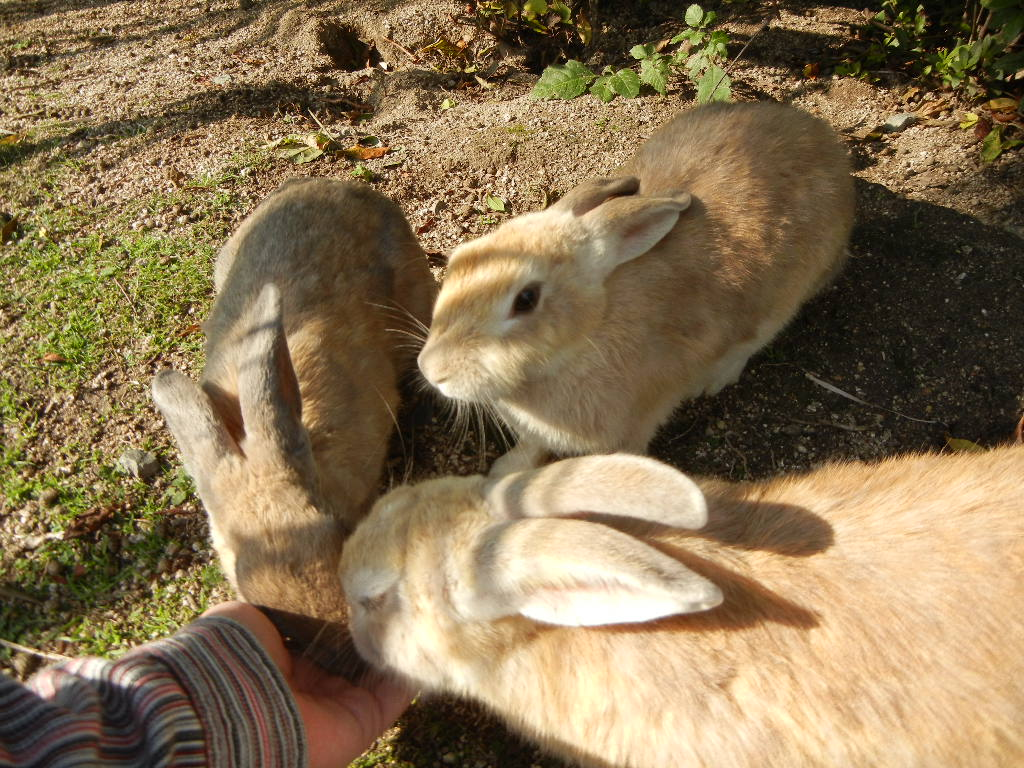
오쿠노시마섬에 서식하고 있는 토끼들의 모습.

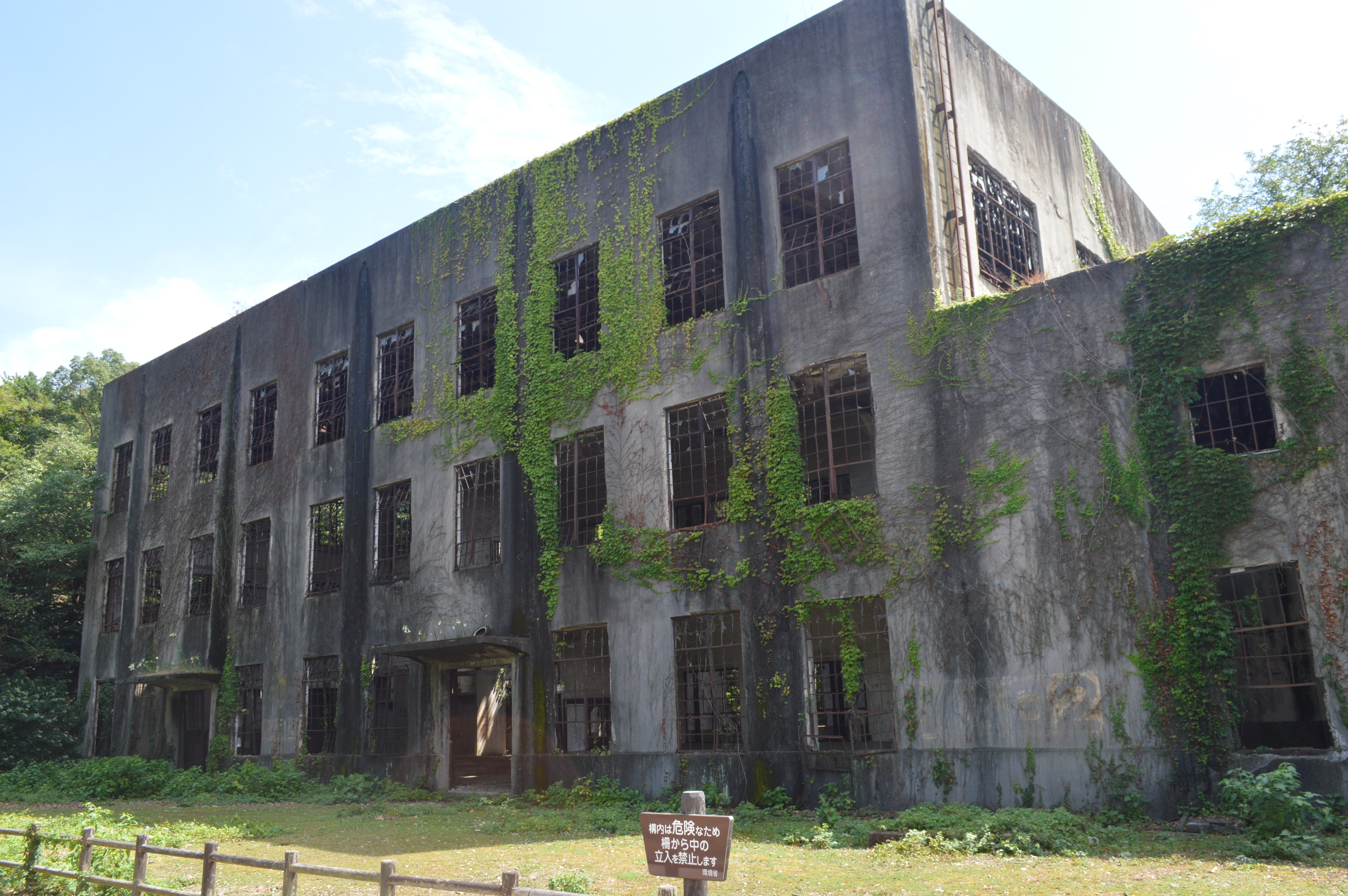
오쿠노시마섬에 있었던 가스 제조공장의 폐허는 그래도 여전히 남아 있는 상태로 현재까지 존속되어 있는 상태이다.

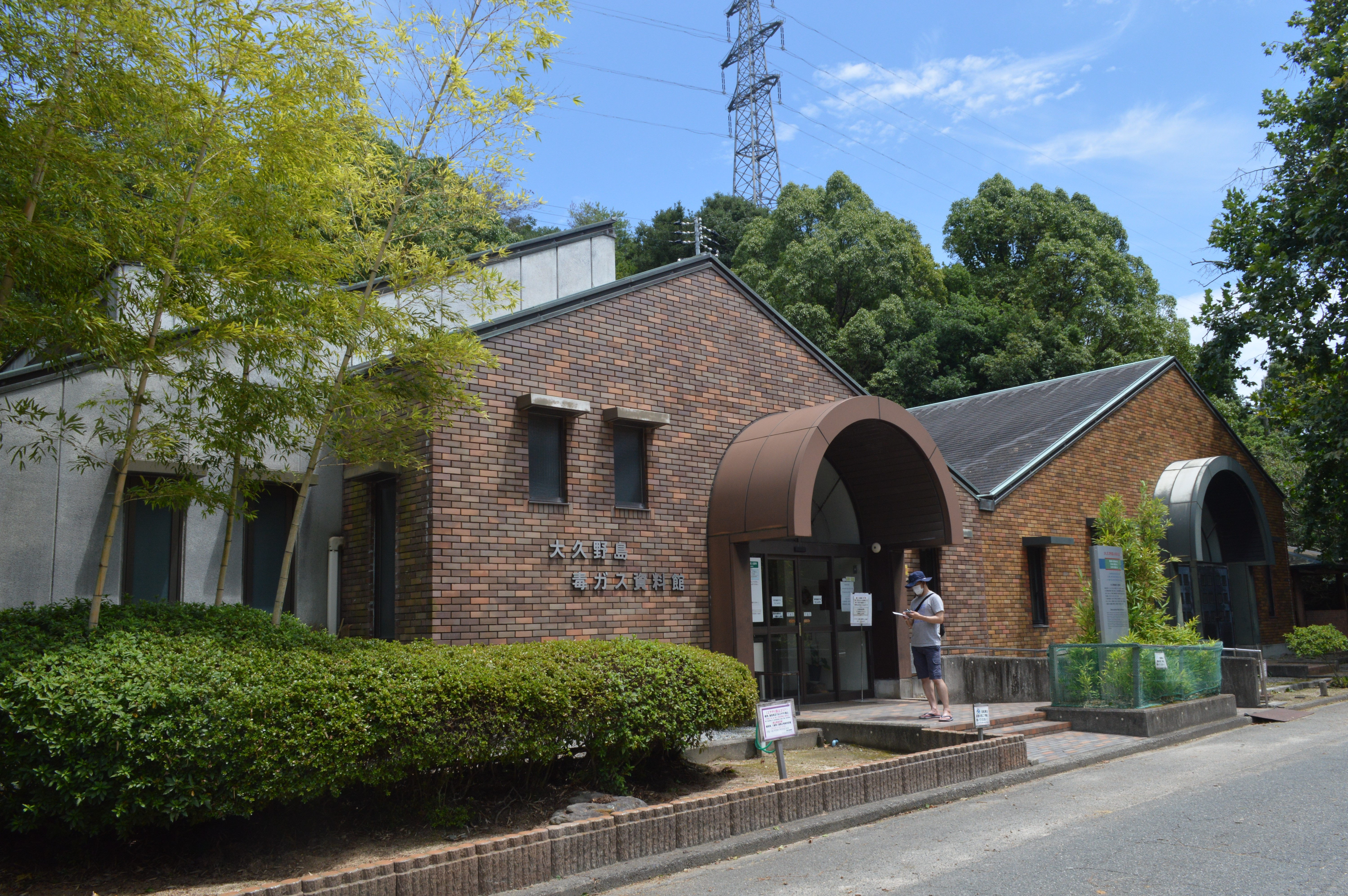
이 섬에 놓인 독가스 박물관은 제2차 세계 대전 당시 해당 섬의 역할에 대해 일반인들에게 대대적으로 교육하기 위해 1988년 정식으로 개관하였다.

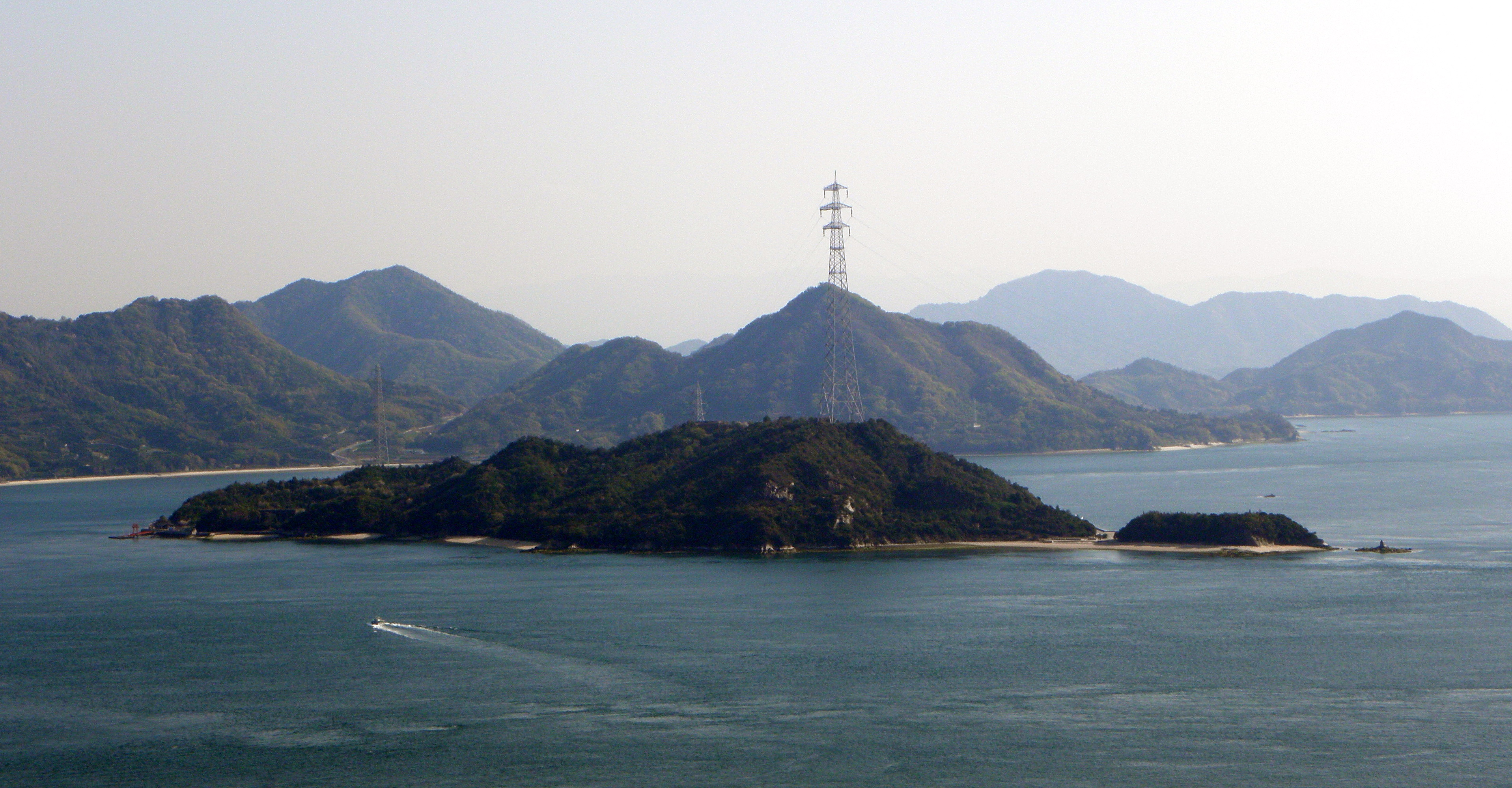
해당 섬에서 바라본 구로타키산 주변 전경.

오쿠노시마섬(일본어: 大久野島)은 세토 내해 게이요 제도의 하나이기도 하는 섬이면서, 히로시마현 다케하라시에 속하고 있는 무인도이다. 그러나 이 섬은 토끼의 섬이자 독가스의 섬으로 널리 알려져 왔다. 면적은 0.7 제곱킬로미터, 해안선 연장 4.3 킬로미터, 최고 고도는 약 108 미터인 것으로 나와 있다.

## 여담
이 섬에 서식하고 있는 토끼는 1971년 당시 인근 학교에서 방사된 8마리의 토끼를 몰래 방사하여 현재는 수백여 마리까지 확산되었다는 설이 가장 유력하다. 그러나 일설에서는 독가스 실험용을 목적으로 사육시키는 경우도 있는 것으로 드러나고 있으나 이는 풍문에 불과하다. 다만 토끼의 보호 정책에 따라 개, 고양이 등 반려동물의 입장을 허락하지 않고 있는 것으로 드러난다.

## 주요 관광명소
1988년에 개관하였던 독가스 박물관이 이 섬의 유일한 관광 명소이다.

## 같이 보기
- 다시로섬
- 아오시마섬 (에히메현)